# Kowtow

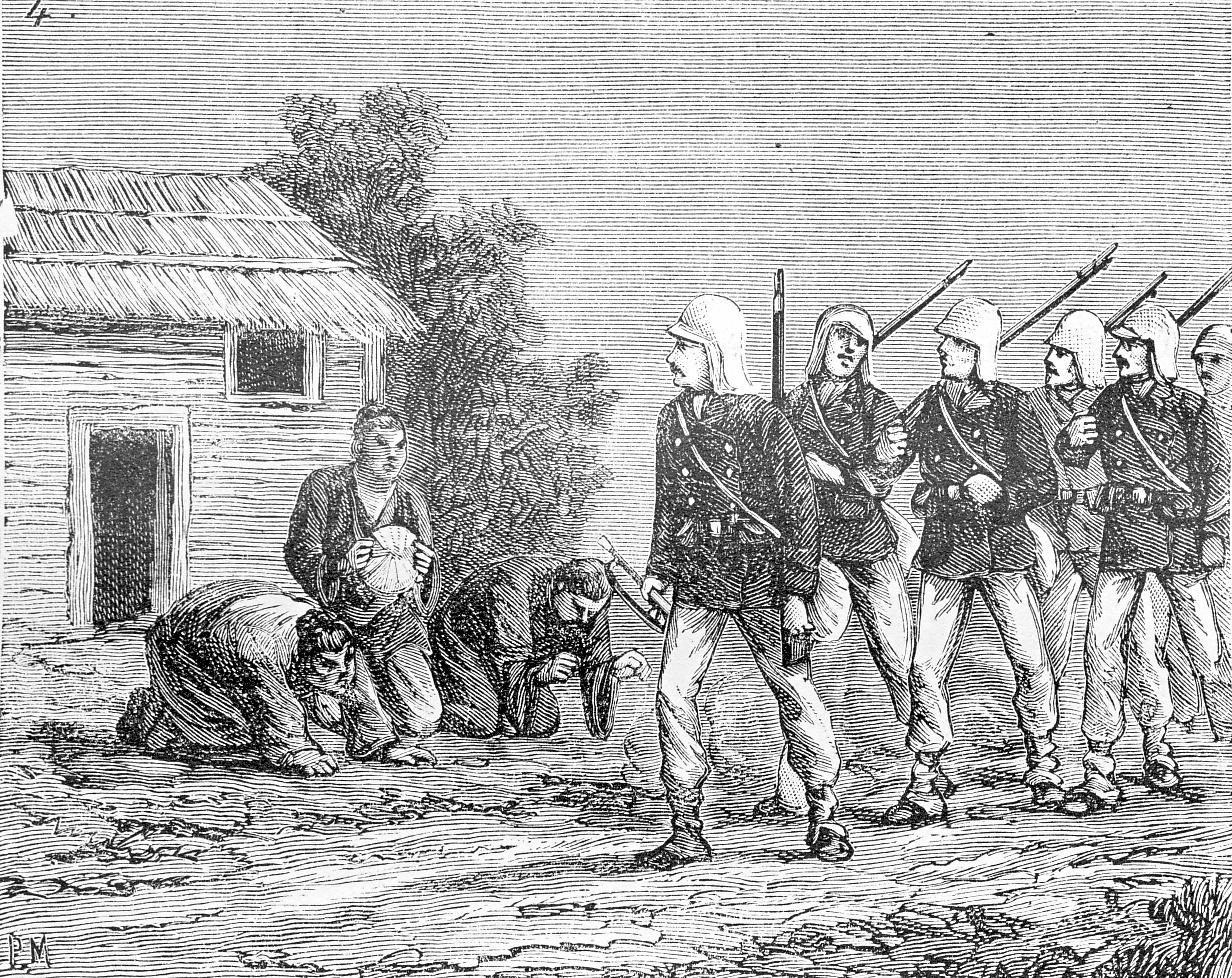
Contadini cinesi si inchinano con il tipo gesto del kowtow al passaggio dei soldati francesi

Il kowtow (zh. 叩頭T, 叩头S, kòutóuP, lett. "Picchiare [la] testa" o 磕頭T, 磕头S, kētóuP, lett. "Toccare [con la] testa") è un gesto di saluto molto formale che consiste nell'inginocchiarsi e chinare il capo sino a toccare terra. Il kowtow è, per il popolo cinese, la più alta forma di riverenza, usata per salutare un superiore o l'Imperatore.